# Tractat de pau entre Israel i Jordània
El tractat de pau entre Israel i Jordània o íntegrament "Tractat de Pau entre l'Estat d'Israel i el Regne Haiximita de Jordània" (en hebreu: הסכם השלום בין ישראל לירדן, Heskem Ha-Shalom beyn Yisra'el Le-Yarden; Àrab: ; en àrab: معاهدة السلام الأردنية الإسرائيلية, Mu'ahadat mentre-Salaam al-'Urdunniyah al-Isra'yliyah), denominat a vegades Tractat de Wadi Araba, es va signar el 1994. La cerimònia de signatura va tenir lloc en l'encreuament fronterer meridional de Araba el 26 d'octubre de 1994. Jordània va ser el segon país àrab, després d'Egipte, a signar un acord de pau amb Israel.
El tractat va resoldre les relacions entre els dos països, va arreglar les controvèrsies sobre terres i aigües i va permetre una àmplia cooperació en matèria de turisme i comerç. Incloïa la promesa que ni Jordània ni Israel permetrien que el seu territori es convertís en un lloc de pas per als atacs militars d'un tercer país.

## Història
En 1987 el Ministre d'Afers exteriors israelià, Ximon Peres, i el rei Hussein I de Jordània van tractar de concertar en secret un acord de pau en el qual Israel cedís la Cisjordània a Jordània. Els dos van signar un acord que definia un marc per a una conferència de pau a Orient Mitjà. La proposta no es va dur a terme a causa de l'objecció del Primer Ministre israelià Yitshaq Xamir. A l'any següent, Jordània va abandonar el seu reclam a Cisjordània en favor d'una resolució pacífica entre Israel i l'OLP.
Les discussions van començar el 1994. El primer ministre israelià Yitshaq Rabbín i el ministre d'Afers exteriors Ximon Peres van informar el rei Hussein que després dels acords d'Oslo amb l'OLP, Jordània podria quedar "fora del gran joc". Hussein va consultar amb el president egipci Hosni Mubàrak i el president sirià Hafez al-Àssad. Mubàrak el va encoratjar, però Àssad li va dir que només "parlés" i no signés cap acord. El president dels Estats Units, Bill Clinton, va pressionar Hussein perquè iniciés negociacions de pau i signés un tractat de pau amb Israel i li va prometre que els deutes de Jordània serien perdonats. Els esforços van tenir èxit i Jordània va signar un acord de no bel·ligerància amb Israel. Rabbín, Hussein i Clinton van signar la Declaració de Washington a Washington DC el 25 de juliol de 1994. La Declaració diu que Israel i Jordània posen fi a l'estat oficial d'enemistat i començarien les negociacions per a aconseguir "la fi del vessament de sang i el dolor" i una pau justa i duradora.

## Signatura
El 26 d'octubre de 1994, Jordània i Israel van signar el tractat de pau en una cerimònia celebrada a la vall d'Araba d'Israel, al nord d'Elat i a prop de la frontera amb Jordània. El primer ministre Rabbín i el primer ministre Abdelsalam al-Majali van signar el tractat i el president d'Israel Ezer Weizman i el rei Hussein van fer una encaixada de mans. Clinton ho va observar, acompanyat pel secretari d'Estat dels Estats Units Warren Christopher. Milers de globus de colors llançats al cel van acabar l'esdeveniment.
Egipte va acollir amb beneplàcit l'acord mentre que Síria el va ignorar. El grup de milícies libaneses Hesbol·là, que s'oposava al tractat, va llançar atacs amb morters i coets 20 minuts abans de la cerimònia contra les ciutats del nord de Galilea. Els residents israelians, que es van veure obligats a evacuar les ciutats per la seguretat dels refugis, es van emportar les ràdios de transistors i televisors mòbils per no perdre's el moment històric de la signatura d'un segon tractat de pau amb un estat àrab.

## Contingut
El tractat de pau consisteix en un preàmbul, 30 articles, 5 annexos i protocols acordats. Resol qüestions sobre territori, seguretat, aigua i cooperació en una sèrie de temes.
Annex I es refereix a les fronteres i la sobirania. La secció de l'Annex I a) estableix una "frontera administrativa" entre Jordània i la Cisjordània, ocupada per Israel el 1967, sense perjudici de l'estatut d'aquest territori. Israel reconeix la sobirania de Jordània sobre la zona de Naharayim/Baqura (inclosa l'Illa de la Pau) i la zona de Tzofar/Al Ghamr.
Annex II es refereix a l'aigua i a qüestions relacionades. De conformitat amb l'article 6 del Tractat, Jordània i Israel van acordar establir un "Comitè Conjunt de l'Aigua" (Joint Water Committee) (article VII).
Annex III es refereix a la delinqüència i les drogues.
Annex IV es refereix al medi ambient.
Annex V es refereix als encreuaments fronterers, els passaports i els visats. L'article 6 estipula que ″Cada Part té dret a denegar l'entrada a una persona, de conformitat amb les seves normes".
Les Actes Acordades (Agreed Minutes) del tractat donen alguns detalls sobre l'aplicació del tractat de pau.

### Eixos principals
1. Fronteres: La frontera internacional entre Israel i Jordània segueix els rius Jordà i Yarmuk, la Mar Morta, el Emek Ha'Arava/Wadi Araba i el golf d'Àqaba.[6] La secció de la línia que separava Jordània de la Cisjordània es va estipular "sense perjudici de l'estatut de [aquest] territori".[6]
2. Relacions i cooperació diplomàtiques: Les parts van acordar establir plenes relacions diplomàtiques i consulars i intercanviar ambaixades residents, concedir visats de turista, obrir ports marítims i aeris, establir una zona de lliure comerç i un polígon industrial al Wadi Araba. L'acord prohibeix la propaganda de caràcter hostil.
3. Seguretat i defensa: Cada país va prometre respectar la sobirania i el territori de cadascuna de les parts, no entrar en el territori de l'altre sense permís i cooperar contra el terrorisme. Això incloïa frustrar els atacs fronterers, el contraban, prevenir qualsevol atac hostil contra l'altre i no cooperar amb cap organització terrorista contra l'altre.
4. Jerusalem: L'article 9 vincula el Tractat de Pau amb el procés de pau entre Israel i Palestina. Israel va reconèixer el paper especial de Jordània en els santuaris sagrats musulmans de Jerusalem i es va comprometre a donar alta prioritat al paper històric de Jordània en aquests santuaris en les negociacions sobre l'estatut permanent.
5. Aigua: Israel va acordar donar a Jordània 50.000.000 de metres cúbics (1,8×109 peus cúbics) d'aigua cada any i que Jordània fos propietària del 75% de l'aigua del riu Yarmuk. Tots dos països podrien desenvolupar altres recursos hídrics i embassaments i van acordar ajudar-se mútuament a sobreviure a les sequeres. Israel també va acordar ajudar a Jordània a utilitzar la tecnologia de dessalinització per a trobar aigua addicional.[13]
6. Refugiats palestins: Israel i Jordània van acordar cooperar per a ajudar els refugiats, incloent un comitè de quatre vies (Israel, Jordània, Egipte i els palestins) per a tractar de treballar cap a solucions.

## Després de l'acord
Després dels acords, Israel i Jordània van obrir les seves fronteres. Es van construir diversos encreuaments fronterers que van permetre als turistes, empresaris i treballadors viatjar entre els dos països. Els turistes israelians van començar a visitar Jordània, molts d'ells per a veure el sela ha'adom ("Roca Roja") de Petra, una ciutat de nabateus tallada en pedra que havia fascinat als israelians durant els decennis de 1950 i 1960, i que sovint atreia als aventurers a visitar-la en secret.
El 4 de novembre de 1995 el primer ministre israelià Yitshaq Rabbín va ser assassinat per un extremista jueu, que pretenia soscavar els esforços de pau de Rabbín amb els palestins. A causa de l'estreta relació forjada amb Rabbín durant les negociacions del tractat, Hussein va ser convidat a donar un discurs durant el funeral de Rabbín a Jerusalem. Aquesta va ser la primera vegada que Hussein va ser a Jerusalem des de la guerra de 1967. Hussein va establir paral·lelismes entre l'assassinat de Rabbín i el del seu avi en 1951: "No ens vam avergonyir, ni tenim por, ni estem res més que decidits a continuar el llegat pel qual va caure el meu amic, com el va fer el meu avi en aquesta ciutat quan jo era amb ell i era un nen".
La signatura d'un tractat de pau amb Israel per part de Jordània, i altres qüestions, van ser rebudes amb menyspreu pel president de Síria, Hafez Al-Àssad. Al desembre de 1995, la CIA va lliurar al rei un informe detallat advertint-li d'un complot sirià per a assassinar-lo a ell i al seu germà Hassan. Un mes més tard, la CIA va enviar a Hussein un altre informe en el qual advertia a Jordània dels complots iraquians per a atacar objectius occidentals a Jordània amb la finalitat de soscavar la seguretat de Jordània a causa del seu suport a l'oposició iraquiana. A Israel, Ximon Peres del Partit Laborista d'esquerra i Binyamín Netanyahu del partit de dreta Likkud, competien pel lloc de primer ministre. La popularitat d'Hussein a Israel havia arribat al seu punt màxim després de la signatura del tractat de pau, i s'esperava que expressés el seu suport a un candidat. Al principi, Hussein es va mantenir neutral, però més tard va expressar el seu suport a Netanyahu. Efraim Halevy, llavors cap de l'agència d'intel·ligència israeliana, Mossad, afirmà que Hussein havia preferit a Netanyahu abans que a Peres ja que desconfiava profundament d'aquest últim. Les eleccions generals israelianes celebrades el 29 de maig de 1996 van ser testimoni de l'ascens de Netanyahu com a primer ministre.
El suport d'Hussein a Netanyahu aviat es va girar en contra. Les accions d'Israel durant la massacre de Qana el 1996 al sud del Líban, la decisió del govern del Likkud de construir assentaments a Jerusalem Oriental i els esdeveniments en la Muntanya del Temple, on es van produir enfrontaments entre la policia palestina i israeliana després de l'excavació d'un túnel israelià al voltant de la Muntanya, van generar un gran renou de crítiques a Netanyahu al món àrab. El 9 de març de 1997, Hussein va enviar a Netanyahu una carta de tres pàgines en la qual expressava la seva decepció. La carta, en la qual el rei va arremetre contra Netanyahu, deia;
| «                                                                                        | La meva angoixa és genuïna i profunda per l'acumulació d'accions tràgiques que vostè ha iniciat al capdavant del Govern d'Israel, fent que la pau -l'objectiu més digne de la meva vida- sembli cada vegada més un llunyà miratge evasiu. Podria romandre distant si les vides de tots els àrabs i israelians i el seu futur no es llisquessin ràpidament cap a un abisme de vessament de sang i desastre, provocat per la por i la desesperació. Francament no puc acceptar la seva repetida excusa d'haver d'actuar com ho fa baix gran pressió i coacció. No puc creure que el poble d'Israel busqui el vessament de sang i el desastre i s'oposi a la pau. Tampoc puc creure que el primer ministre més poderós constitucionalment en la història d'Israel actuï d'una altra manera que no sigui per les seves conviccions totals. La realitat més trista que se m'ha presentat és que no et trobo al meu costat treballant per a complir la voluntat de Déu per a la reconciliació final de tots els descendents dels fills d'Abraham. El teu curs d'acció sembla obstinat a destruir tot en el que crec o m'he esforçat per aconseguir... | » |
| — De la carta del Rei Hussein al primer ministre Binyamín Netanyahu el 9 de març de 1997 | |   |

Quatre dies després, el 13 de març, un soldat jordà que patrullava les fronteres entre Jordània i Israel al nord, prop de l'Illa de la Pau, va matar set estudiants israelianes i en va ferir altres sis. El rei, que es trobava de visita oficial a Espanya, va tornar a casa seva immediatament. Va viatjar a la ciutat israeliana de Beit Shemesh per a oferir les seves condolences a les afligides famílies dels nens israelians assassinats. Es va agenollar davant les famílies, dient-los que l'incident era "un crim vergonyós per a tots nosaltres". Sento com si hagués perdut un fill propi. Si hi ha algun propòsit en la vida serà assegurar-se que tots els nens ja no sofreixin com ho va fer la nostra generació". El seu gest va ser rebut molt calorosament a Israel, i Hussein va enviar a les famílies un milió de dòlars en total com a compensació per la pèrdua de vides. Un tribunal militar jordà va determinar que el soldat era mentalment inestable i el va condemnar a 20 anys de presó, que va complir íntegrament.
Els enfrontaments entre les forces israelianes i els grups militants palestins a Gaza i Cisjordània van sortir a la llum. L'esposa d'Hussein, la reina Noor, va dir més tard que el seu marit tenia problemes per a dormir: "Tot pel que havia treballat durant tota la seva vida, cada relació que havia construït acuradament sobre la confiança i el respecte, cada somni de pau i prosperitat que havia tingut per als nens de Jordània, s'estava convertint en un malson. Realment no sabia quant més podria suportar Hussein".
El 27 de setembre de 1997 vuit agents del Mossad van entrar a Jordània amb passaports canadencs falsos i van intentar assassinar el ciutadà jordà Khaled Mashal, cap del grup palestí militant islamista Hamàs. Hussein s'estava preparant per a una treva de 30 anys entre Hamàs i Israel tres dies abans de l'intent, després que Hamàs hagués llançat dos atacs a Jerusalem. Dos agents del Mossad van seguir Mashal a la seva oficina i van injectar verí a les seves oïdes, però van ser descoberts pel guardaespatlles de Mashal. Els dos agents van ser retinguts per la policia jordana, mentre que els altres sis agents es van amagar a l'ambaixada israeliana. Furiós, Hussein es va reunir amb un delegat israelià que va intentar explicar la situació; el rei va dir en un discurs sobre l'incident que sentia que algú "li havia escopit en la cara". Les autoritats jordanes van sol·licitar a Netanyahu que proporcionés un antídot per a salvar la vida de Mashal, però Netanyahu es va negar a fer-ho. Jordània va amenaçar llavors amb assaltar l'ambaixada israeliana i capturar la resta de l'equip del Mossad, però Israel va argumentar que seria contrari a les Convencions de Ginebra. Jordània va respondre que les Convencions de Ginebra "no s'apliquen als terroristes", i un equip d'operacions especials encapçalat pel fill d'Hussein, Abd-Al·lah II, va ser posat a càrrec de l'operació. Hussein va trucar al president americà Clinton i en va sol·licitar la intervenció, amenaçant amb anul·lar el tractat si Israel no proporcionava l'antídot. Clinton va aconseguir més tard l'aprovació d'Israel per a revelar el nom de l'antídot, i es va queixar de Netanyahu. Khaled Mashal es va recuperar, però les relacions de Jordània amb Israel es van deteriorar i les peticions israelianes de contactar amb Hussein van ser rebutjades. Els operatius del Mossad van ser alliberats per Jordània després que Israel acceptés alliberar a 23 presoners jordans i 50 palestins, inclòs el xeic Àhmad Yassín.
La creixent oposició a Jordània al tractat de pau amb Israel va portar a Hussein a posar més restriccions a la llibertat d'expressió. Diversos dissidents van ser empresonats, incloent a Laith Shubeilat, un prominent islamista. Als pocs mesos del seu empresonament, el rei personalment va donar a Shubeilat, el seu més feroç crític, un passeig a casa des de la presó de Swaqa. No obstant això, la repressió va portar als grups d'oposició de Jordània a boicotejar les eleccions parlamentàries de 1997. El 1998, Jordània va rebutjar una petició secreta de Netanyahu d'atacar l'Iraq utilitzant l'espai aeri jordà, després d'afirmar que Saddam posseïa armes de destrucció massiva.
Al desembre de 2013, Israel i Jordània van signar un acord per a construir una planta dessalinitzadora al Mar Roig, prop del port jordà d'Aqaba, com a part del Canal de la Mar Morta.
L'octubre de 2018, Jordània va notificar a Israel la seva intenció de no renovar les terres arrendades en virtut de l'annex I de l'acord. L'annex concedia a Jordània el dret a no renovar l'arrendament de Naharayim (Baqoura) i Tzofar/Al Ghamr després de 25 anys, atès que s'havia donat un avís un any abans.

## Galeria

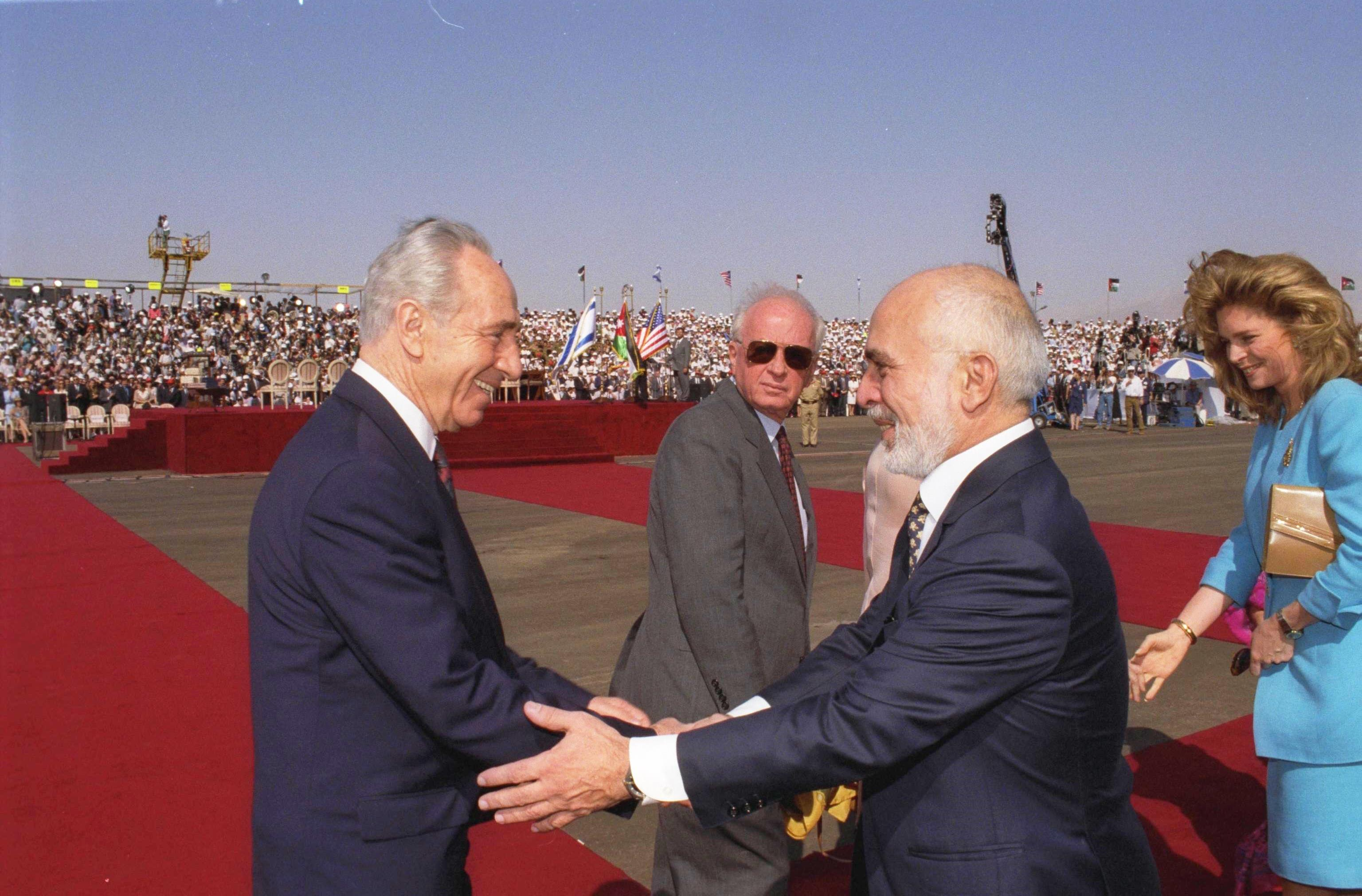
Ximon Peres (esquerra) amb Yitshaq Rabbín (centre) i el rei Hussein de Jordània (dreta), abans de signar el tractat de pau entre Israel i Jordània.
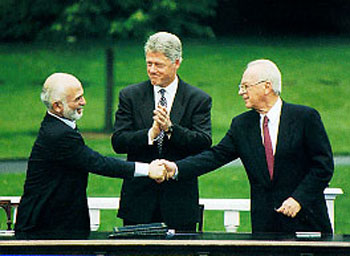
Una encaixada de mans entre el rei Hussein i el primer ministre Rabbín, acompanyat pel president Clinton, durant les negociacions de pau entre Israel i Jordània, 25 de juliol de 1994
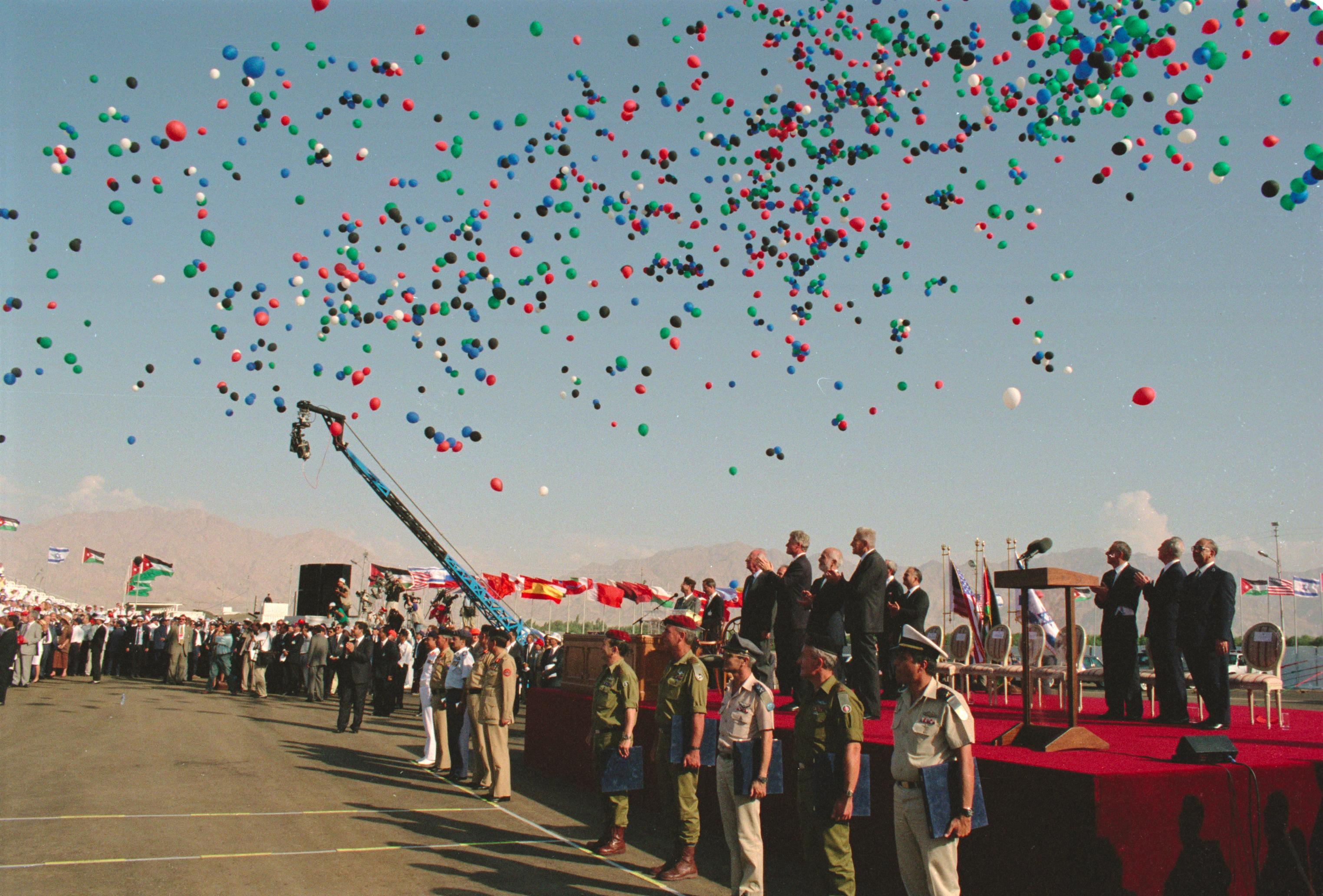
Globus alliberats en l'aire durant la cerimònia de signatura del Tractat de Pau entre Israel i Jordània a la Terminal d'Araba
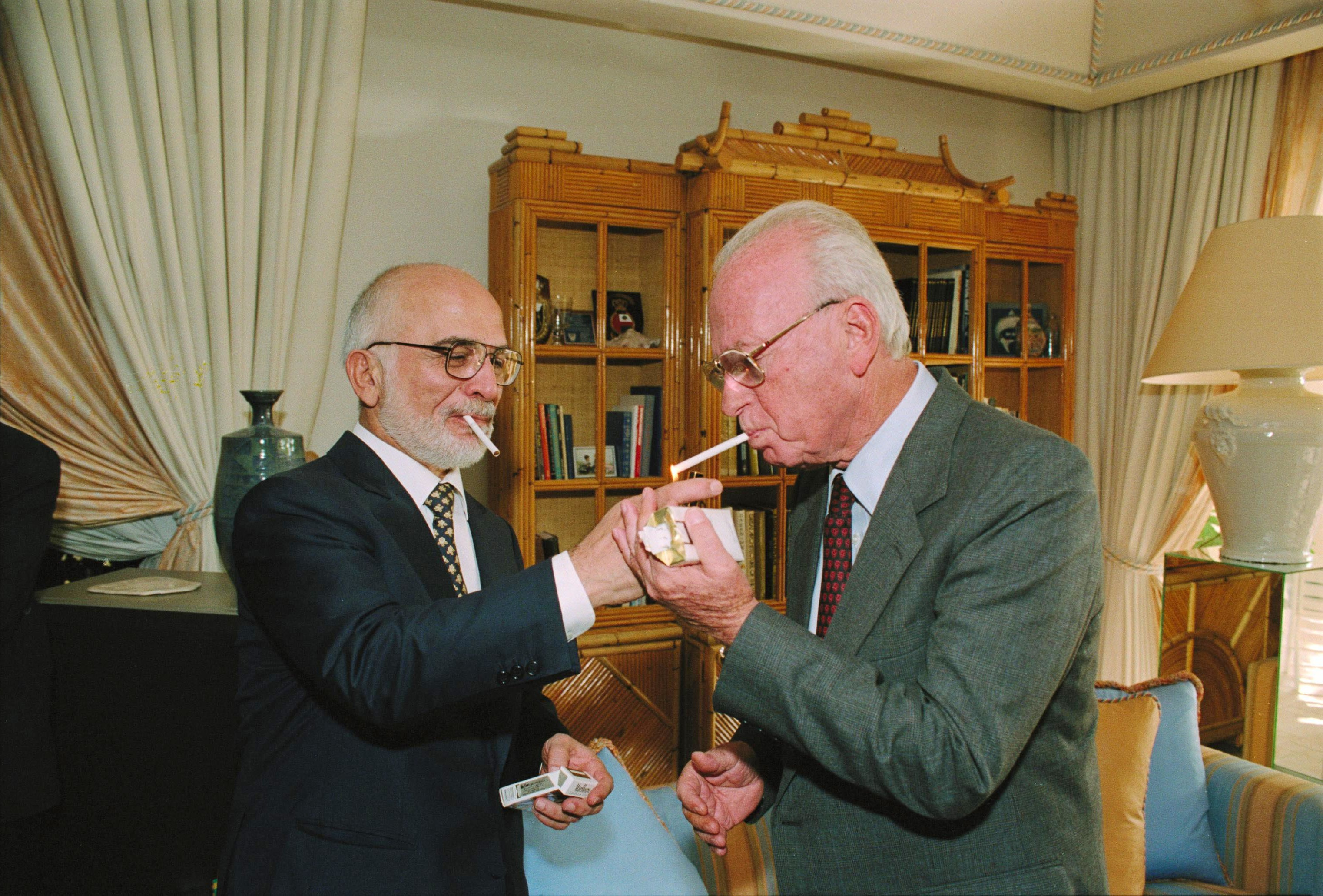
El rei Hussein encén la cigarreta de Yitshaq Rabbín a la residència reial d'Àqaba, poc després de la signatura del tractat de pau, el 26 d'octubre de 1994
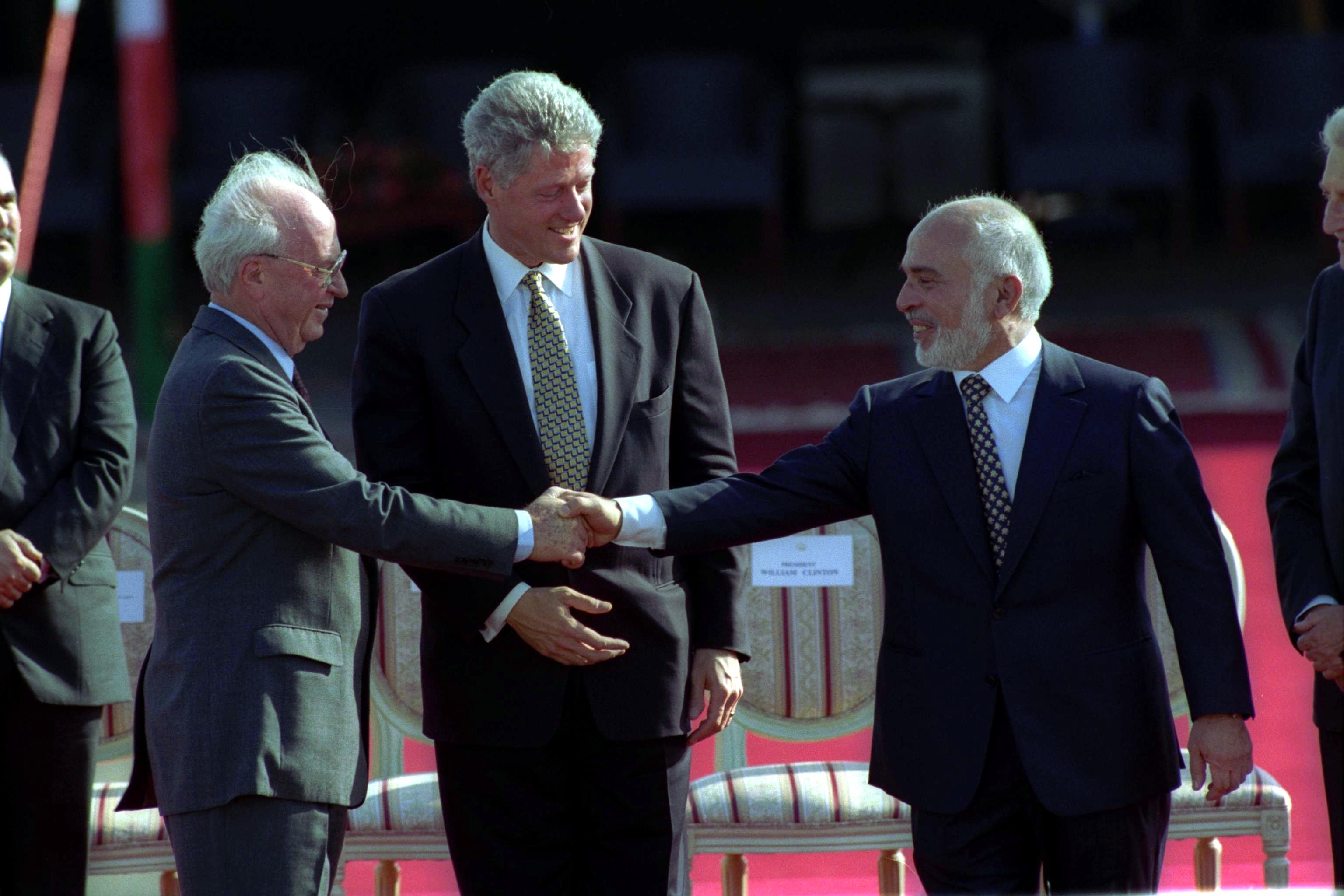
El president dels EUA Bill Clinton observa al rei Hussein de Jordània i al primer ministre israelià Yitzhak Rabin encaixant les mans, octubre de 1994
- Extractes de la signatura de l'acord de pau amb Jordània en un vídeo de la companyia de notícies del Canal 2, 1994